# 高社村
高社村（たかやしろむら）は、愛知県愛知郡にあった村。現在の名古屋市千種区・名東区の一部にあたる。

## 地理
植田川の下流域に位置していた。

## 歴史
- 1889年（明治22年）10月1日、町村制の施行により、愛知郡高針村、一社村、上社村が合併して村制施行し、高社村が発足[1][2]。旧村名を継承した高針、一社、上社の3大字を編成[2]。
- 1906年（明治39年）5月10日、愛知郡猪子石村と合併し、猪高村を新設して廃止された[1][2]。合併後、猪高村大字高針・一社・上社となる[2]。

### 地名の由来
合併旧村名の各一文字を組み合わせたもの。

## 産業
- 農業、亜炭[3]